# Estádio Juvenal Melo
Estádio Juvenal Melo – stadion piłkarski, w Crateús, Ceará, Brazylia, na którym swoje mecze rozgrywa klub Crateús Esporte Clube.